# Resurrection of the Daleks
A Resurrection of the Daleks a Doctor Who sorozat 133. része, amit 1984. február 8. és 15. között adtak négy epizódban.
Ebben a részben jelenik meg utoljára Janet Fielding, mint Tegan Jovanka. Továbbá ebben a részben térnek vissza a dalekok.
A történetet eredetileg négy 25 perces részben akarták volna leadni, de a szarajevói téli olimpiai játékok miatt csak két 45 perces részben tudták leadni szerdai rendszerességgel.

## Történet
A Tardis-t elkapja egy időfolyosó és leszállásra kényszeríti a Földön, 1984-n, Londonban. Az időfolyosó segítségével jövőbeli dalekok és zsoldosaik akarják kiszabadítani a már 91 éve hibernált és lefagyasztott Davrost egy börtönűrállomásról, hogy segítsen leküzdeni a dalekokat, egy fenyegető vírust. Davrosnak azonban más tervei vannak...

## Epizódlista
| Epizódok sorszáma | Bemutató napja    | Hossza | Nézők száma (millió) |
| ----------------- | ----------------- | ------ | -------------------- |
| 1.                | 1984. február 8.  | 46:54  | 7,3                  |
| 2.                | 1984. február 15. | 46:52  | 8                    |

## Könyvkiadás
Sosem adta ki a Target könyvkiadó könyvben. Ennek oka, hogy nem tudott megegyezésre jutni Eric Saward, és Terry Nation. De az új-zélandi rajongók által ki adta egy másik könyvkiadó készített egy nem túl hivatalost kiadást, amit 2000-ben adtak ki. Írta Steve Lyons.

## Otthoni kiadás
- VHS-en 1993 novemberében adták ki, amikor a volt a sorozat 30. évfordulója. (Jelenleg elfogytak)
- DVD-n 2002. november 18-án adták ki.

### Fordítás
- Ez a szócikk részben vagy egészben  a   Resurrection_of_the_Daleks című angol Wikipédia-szócikk fordításán alapul.  Az eredeti cikk szerkesztőit annak laptörténete sorolja fel. Ez a jelzés csupán a megfogalmazás eredetét és a szerzői jogokat jelzi, nem szolgál a cikkben szereplő információk forrásmegjelöléseként.